# Masacre de Gavurbağı
La masacre de Gavurbağı ocurrió el 12 de julio de 1946, cuando la policía iraquí abrió fuego contra manifestantes iraquíes por los derechos de los turcomanos en el parque Gavurbağı de Kirkuk. Todos los manifestantes trabajaban para la Kirkuk Oil Company.

## Masacre
Antes de la masacre, los trabajadores de etnia turcomana protestaban por sus derechos. El 7 de julio de 1946, el ministro de economía iraquí, Baba Ali Sheikh Mahmud, acudió al ministerio de Arshad Al-Omari en Kirkuk y presionó a al-Omari para que pusiera fin a las protestas, de una forma u otra. Sin embargo, al-Omari no pudo persuadirlos para que dejaran de protestar y comenzó a utilizar amenazas e intimidación, que tampoco funcionaron. Los trabajadores que protestaban respondieron reuniéndose en el parque Gavurbağı, y después llegó la policía iraquí, recibiéndolos a balazos. 16 trabajadores murieron y 30 resultaron heridos en el ataque.